# Haugajaure (Arjeplogs socken, Skellefteälvens avrinningsområde)
Haugajaure (modern stavning Hávggajávrre) är en sjö i Arjeplogs kommun i Lappland och ingår i Skellefteälvens huvudavrinningsområde. Sjön har en area på 0,353 kvadratkilometer och ligger 443 meter över havet. Haugajaure ligger i Hornavan-Sädvajaure fjällurskog Natura 2000-område. Sjön har två större tillflöden. Aikajåkka som kommer från sjön Aikajaure i norr och ett namnlöst vattendrag som kommer från sjön Saptajaureh i väster. Sjön avvattnas av vattendraget Aikajåkka. Nedströms Haugajaure genomrinner Aikajåkka två små namnlösa sjöar innan jokken når Hornavan. Vandringsleden Kungsleden passerar Haugajaure.

## Delavrinningsområde
Haugajaure ingår i det delavrinningsområde (737074-155293) som SMHI kallar för Mynnar i Hornavan. Medelhöjden är 699 meter över havet och ytan är 48,69 kvadratkilometer. Det finns inga avrinningsområden uppströms utan avrinningsområdet är högsta punkten. Aikajåkka som avvattnar avrinningsområdet har biflödesordning 2, vilket innebär att vattnet flödar genom totalt 2 vattendrag innan det når havet efter 325 kilometer. Avrinningsområdet består mestadels av skog (52 procent) och kalfjäll (43 procent). Avrinningsområdet har 1,46 kvadratkilometer vattenytor vilket ger det en sjöprocent på 3 procent.

## Galleri

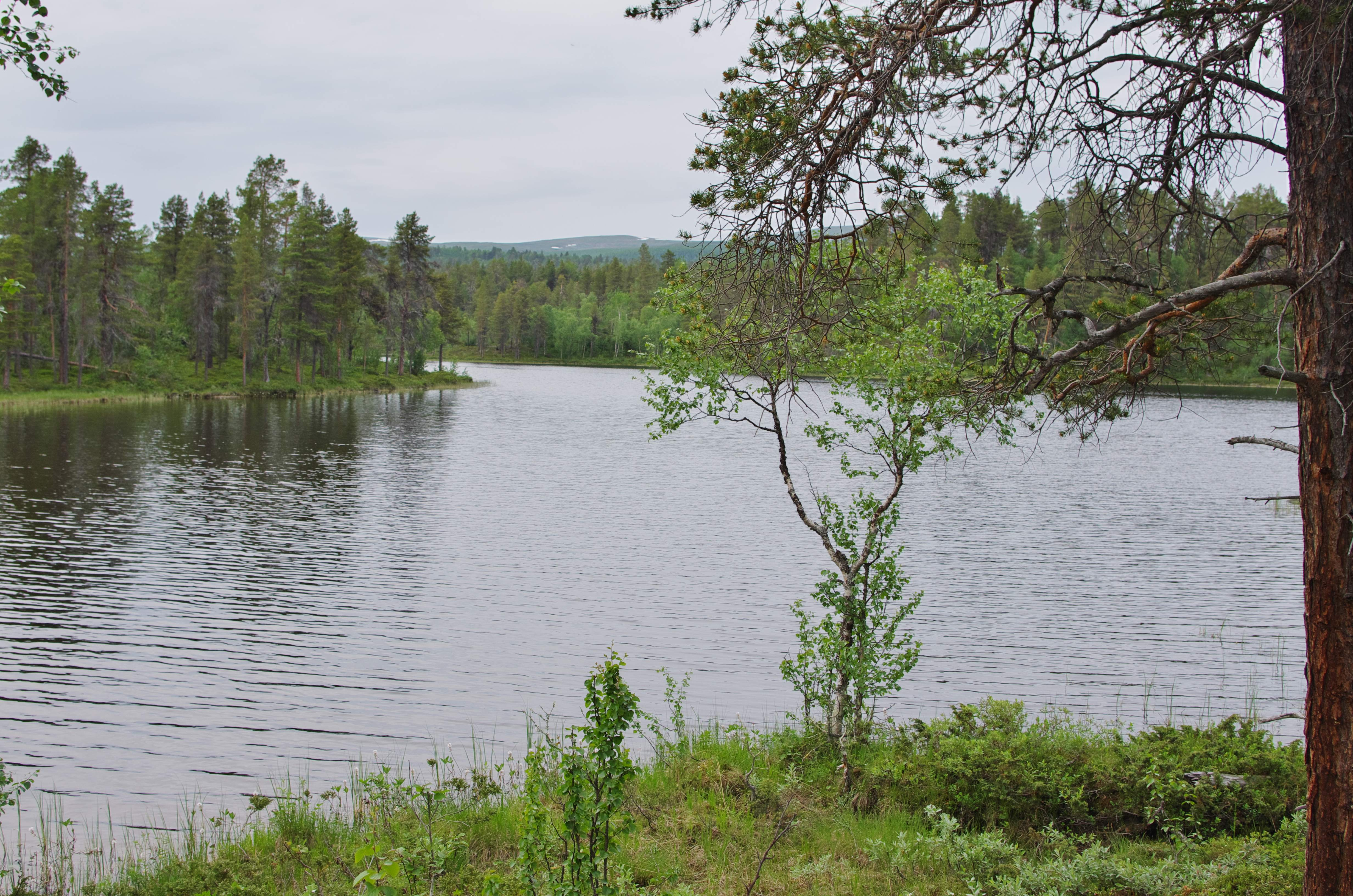
Vandringsleden Kungsleden passerar sjön.
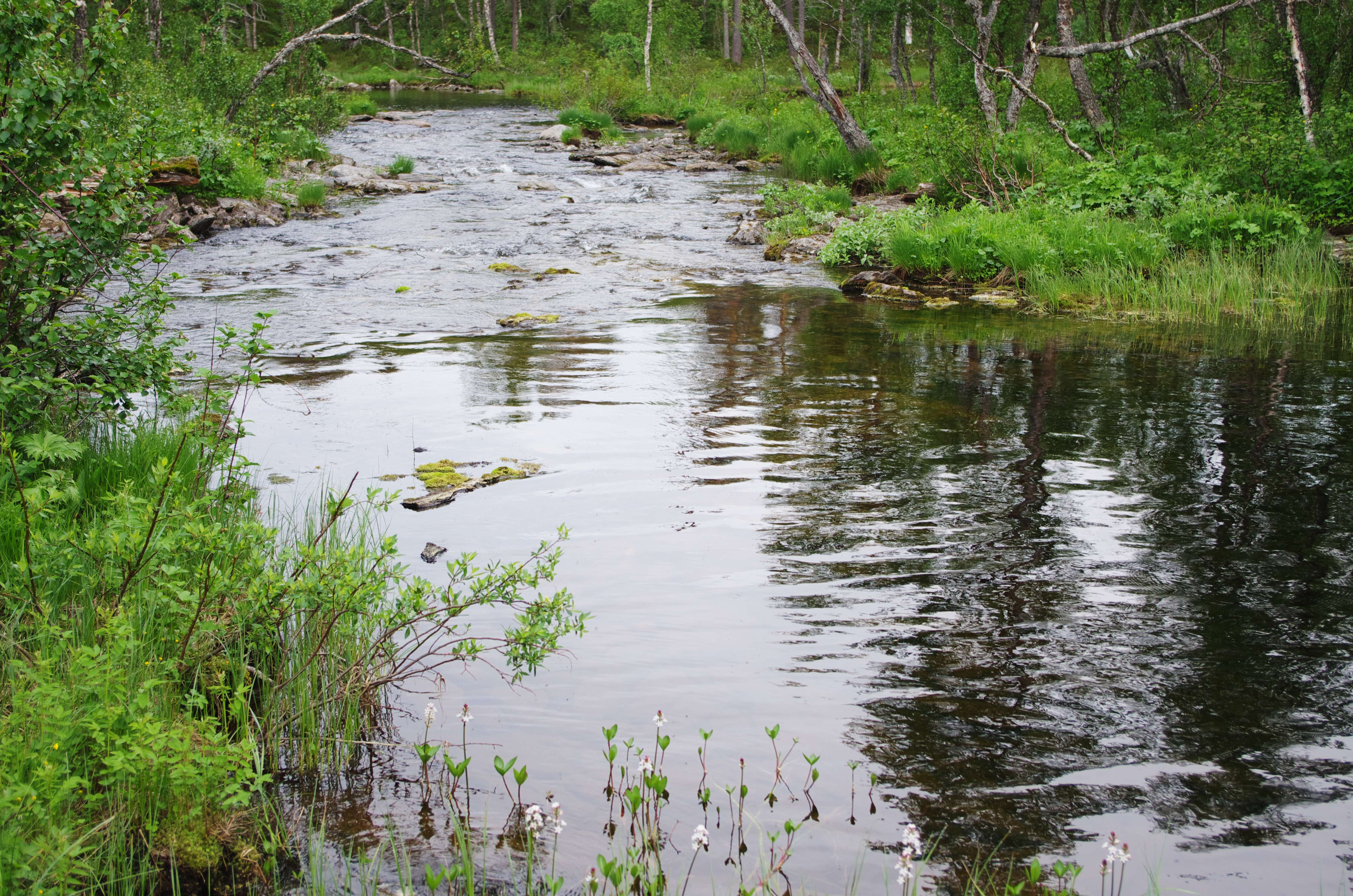
Bilden visar sjöns utflöde, jokken Aikajåkka.
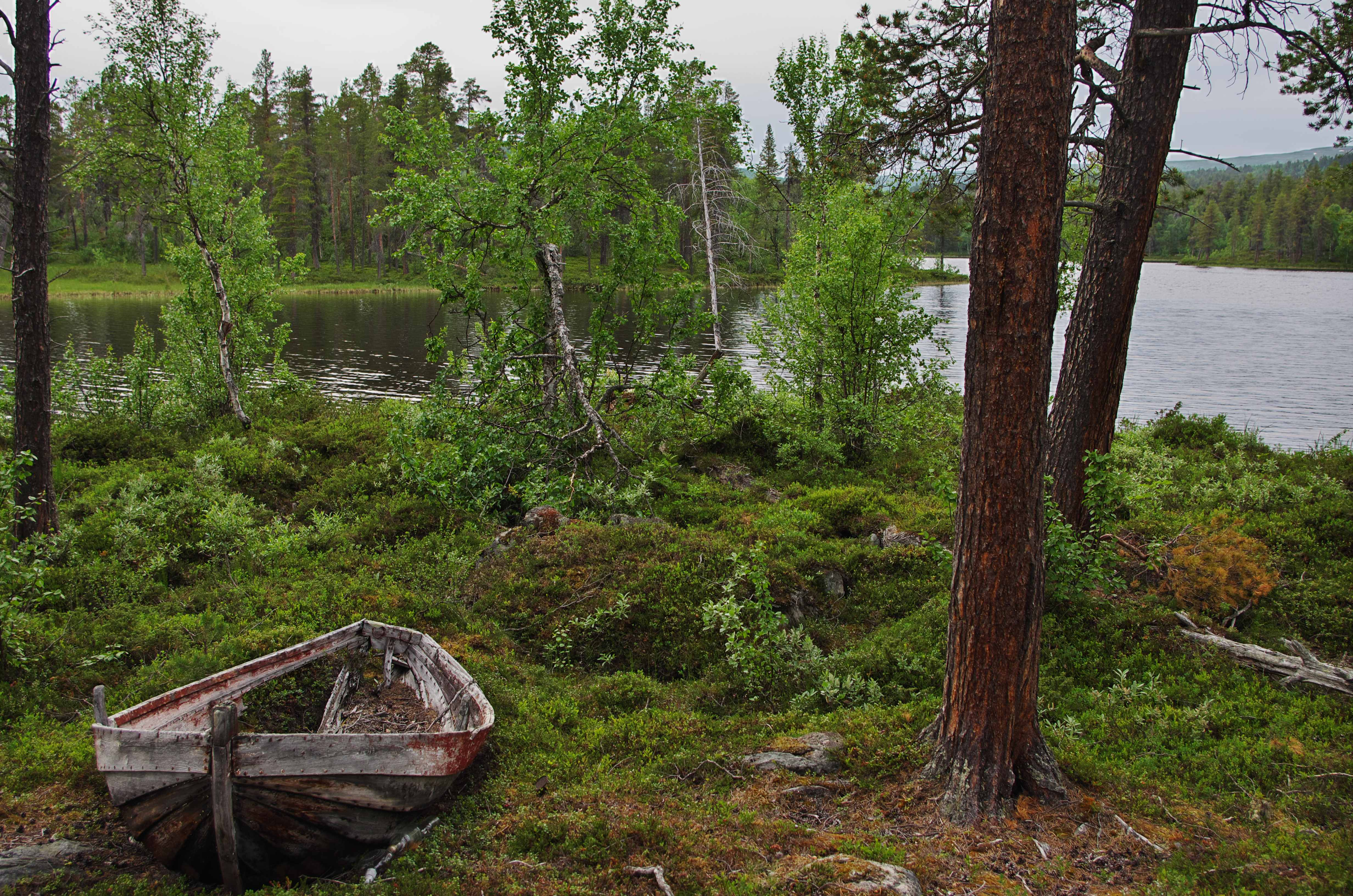